# Tacià
Tacià (en llatí Tatianus, en grec Τατιανός) va ser un escriptor romà cristià del segle II, nadiu d'Assíria, però educat en religió i filosofia a Grècia.
Probablement va exercir de jove com a sofista i retòric i potser fins i tot mestre de filosofia. Va viatjar per diversos països i finalment va arribar a Roma; llavors estava influenciat per les doctrina de Plató, però no acceptava els cultes romà i grec i es va convertir al cristianisme. Es diu que va estar connectat amb Justí del que en va ser deixeble (segons Ireneu de Lió, Epifani, Jeroni d'Estridó, Filastri de Brescia i Teodoret de Cir, però abans de la seva conversió).
A la mort de Justí va abraçar les creences gnòstiques. Tacià va atacar als filòsofs per les corrupcions de les creences paganes i va fer notar la superioritat de les religions cristiana i jueva. Va tornar a Orient i es va establir a Mesopotàmia, on va tenir seguidors a Antioquia, Cilícia i Psídia. La data i lloc de la seva mort són dades desconegudes i se sospita que va ser cap al 166 o 167.
Els seus seguidors eren coneguts com a tacians i eren molt similars als encratits i severians (Sever va ser contemporani de Tacià), que foren coneguts com Ὑδροπαραστάται, Hydroparastatai o Oferidors d'aigua, perquè celebraven l'eucaristia amb aigua (alguns els esmenten com aquaris, aquarii). Tacià va defensar les doctrines dels Eons derivades de Valentí o Marció, i les va desenvolupar. Va distingir el Demiürg (creador del món i qui va donar la llei mosaica) del Déu suprem que els Evangelis anomenen Epifani.
Els seus seguidors no menjaven carn ni bevien vi i condemnaven el matrimoni. Les sectes dels tacians i severians estaven extintes o gairebé en temps d'Epifani; els encratites es mantenien a Psídia i part de Frígia i altres districtes de l'Àsia Menor.
Va ser un escriptor prolífic, segons Eusebi de Cesarea. El seu escrit més famós és el Discurs als grecs. Jeroni diu que va escriure uns quants títols però al seu temps només restava el Discurs als grecs almenys segons el coneixement que en tenia, ja que se sap que també existia el Diatèssaron (τò διà τεσσaρων ε'yαγγελiων, una fusió dels texts dels quatre evangelis en un sol text). Altres títols eren probablement especulacions religioses massa complexes per una circulació generalitzada.
 Πρὸς Ἕλληνας, Oratio adversus Graecos (Discurs als grecs), és el títol que es conserva i és també anomenat per Jeroni com a Contra gentes. En versió llatina fou publicat el 1546 a Zúric.
Altres obres de Tatià de les que només es coneix el títol:
- Περὶ τοῦ κατὰ τὸν Σωτῆρα καταρτιομο?, De Perfectione secundum Servatorem
- Προβλημάτων Βίβλιον, Quaestionam Liber
- Πρὸς τοὺς ἀποφηναμένονς τὰ περὶ Θεο?, Adversus cos qui fidem detrahunt rebus divinis
- Περὶ ζώων, De Animalibus
- Un llibre sobre dimonis i sobre després de la mort, de títol desconegut
- Διὰ τεσσὰρων, Diatessaron. s. Harmonia Evangeliorum